# جامعة تشستر
جامعة تشستر (بالإنجليزية: University of Chester)‏ هي جامعة حكومية تقع في تشستر، إنجلترا. تأسست باسم كلية تشستر ديوسيسان للتدريب في عام 1839 من قبل مجموعة متميزة من الشخصيات المحلية البارزة في كنيسة إنجلترا، ومنهم وليم غلادستون وإدوارد ستانلي. وفي عام 1996 تحولت الى جامعة.

## معرض الصور

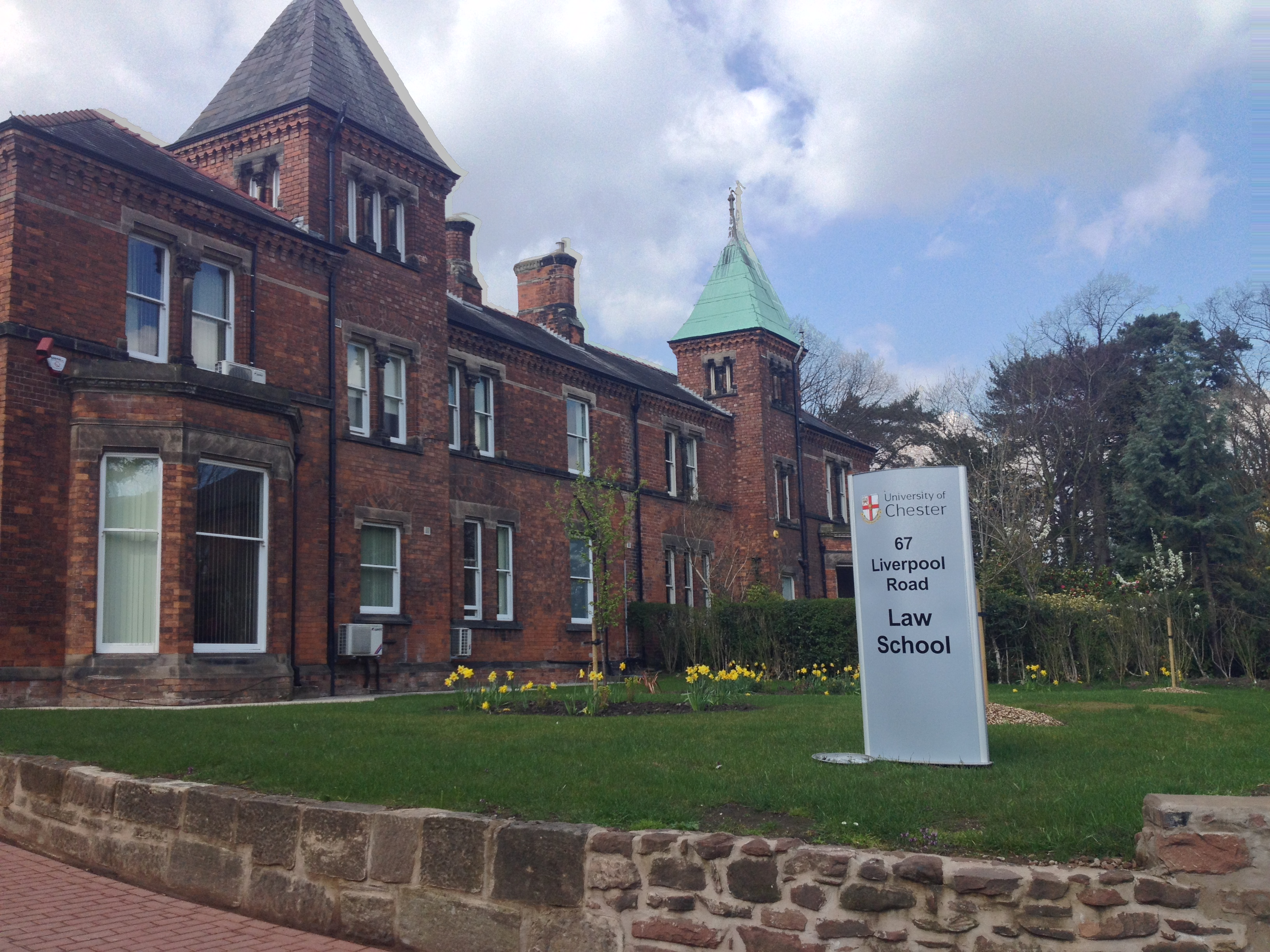
كلية الحقوق بجامعة تشستر، ليفربول
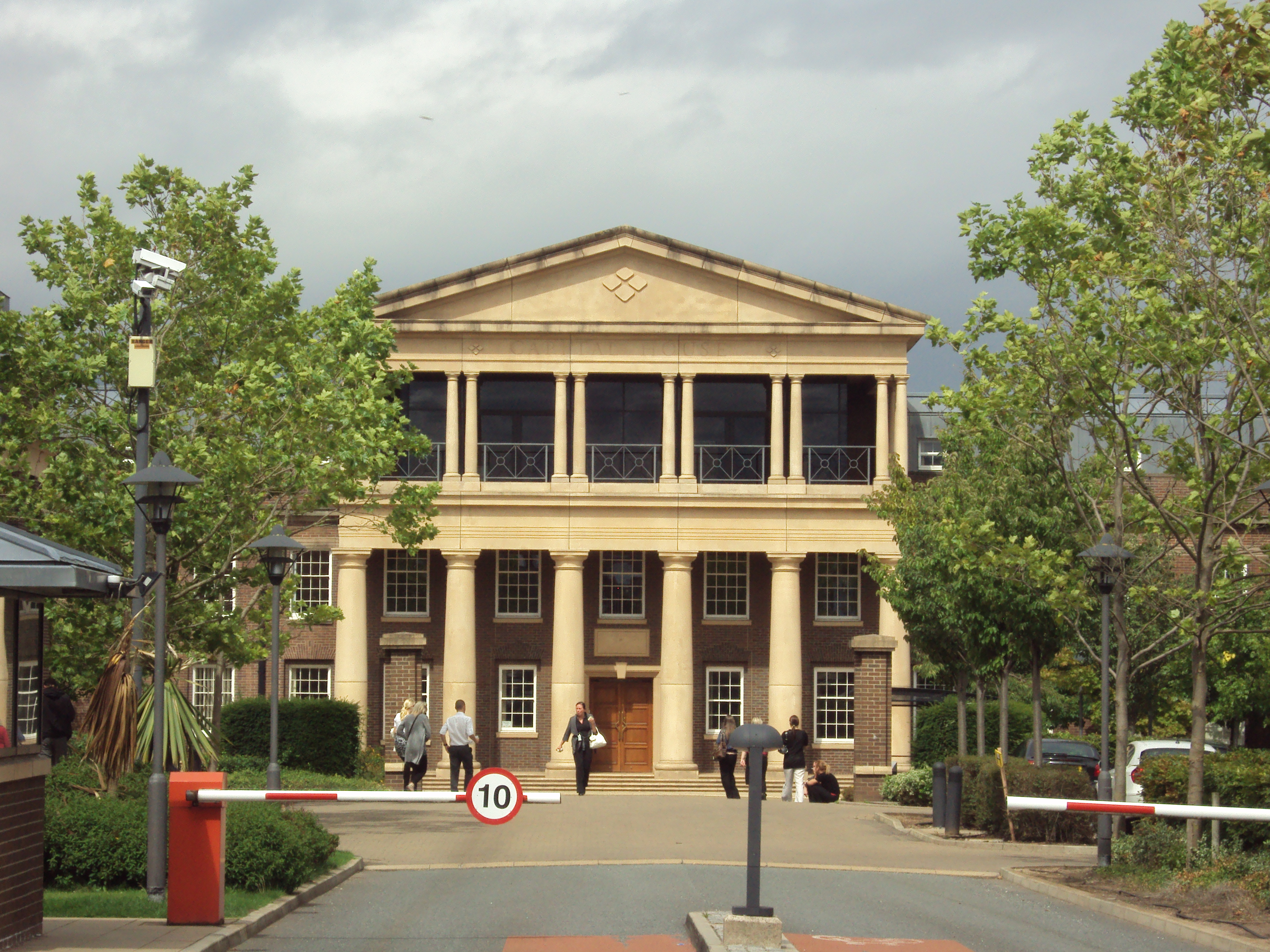
كلية إدارة الأعمال بجامعة تشستر.
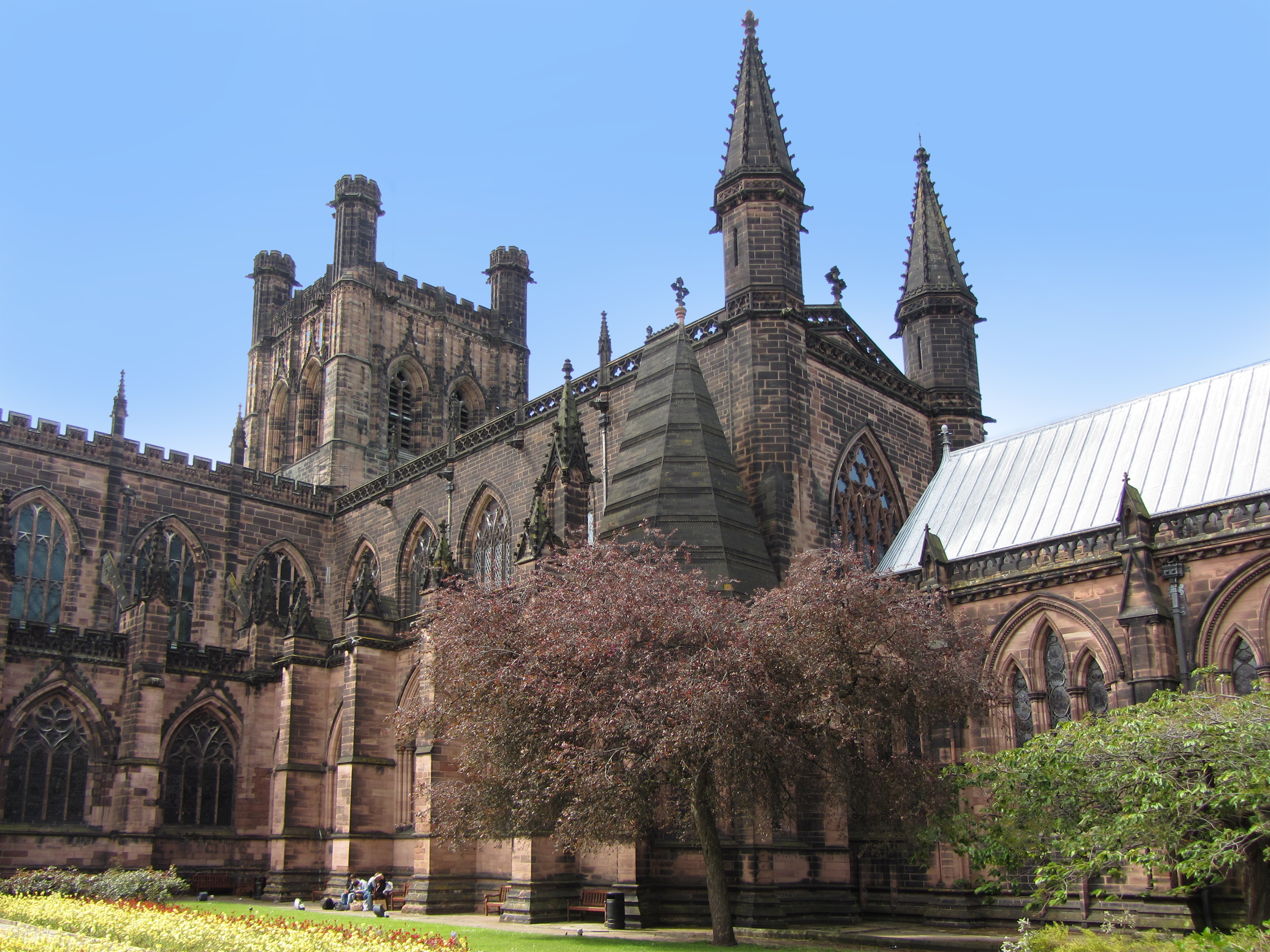
كاتدرائية تشستر، موقع حفلات التخرج.
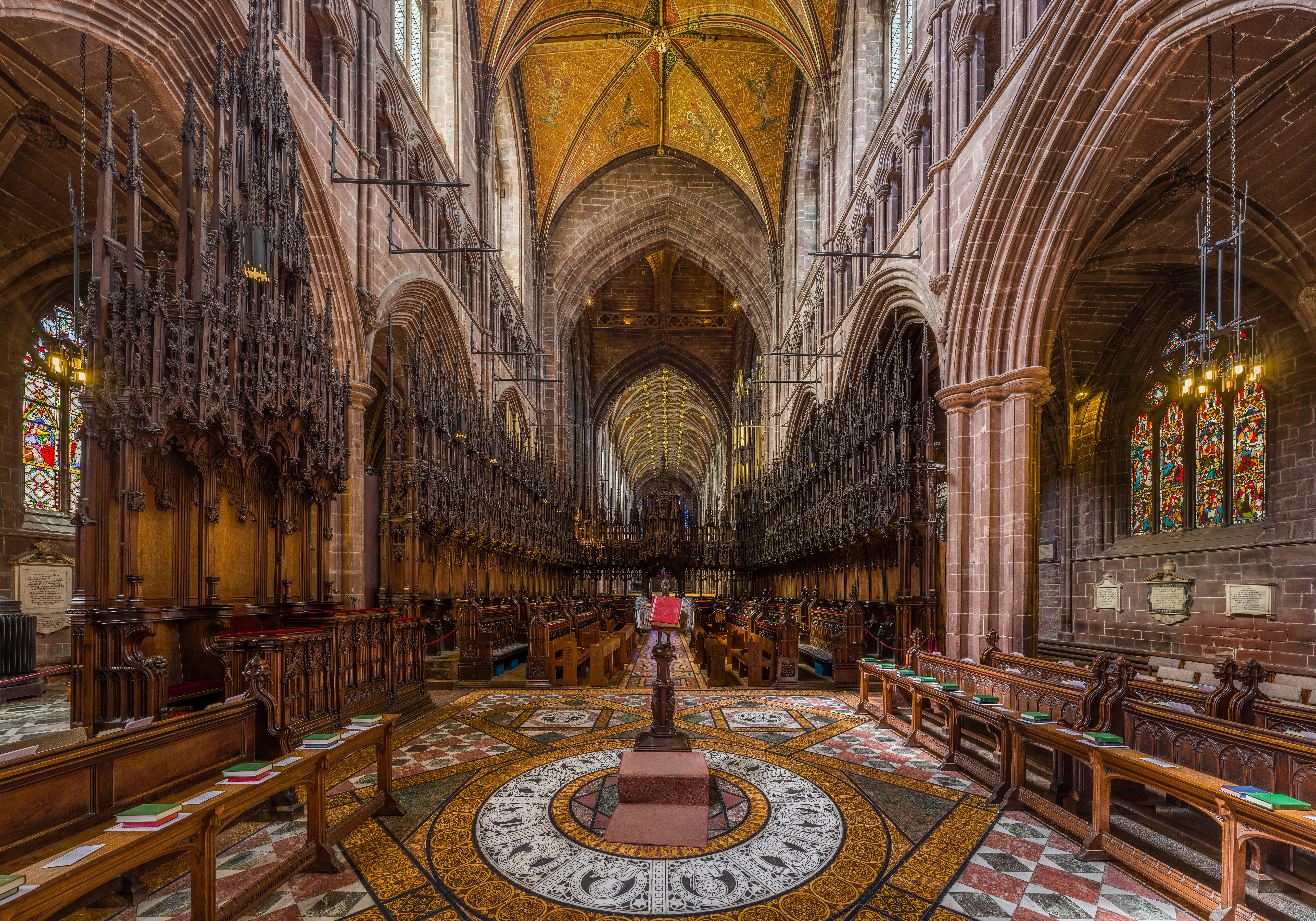
كاتدرائية تشستر من الداخل.